# Podmorniška kampanja
Podmorniška kampanja je bila vojaška aktivnost nemških U-podmornic v nemški mornarici, ki so se v prvi svetovni vojni borile proti trgovski poti držav Antante. Kampanja je potekala od leta 1914 do 1918, potekala pa je v veliki meri v morju okrog Britanskega otočja in v Sredozemlju. Pri tem sta se spopadli predvsem Nemško cesarstvo in Združeno Kraljestvo. Nemško cesarstvo se je sklicevalo na uvoz hrane in domače proizvodnje (predvsem gnojila), Združeno Kraljestvo pa se je močno navezalo nahraniti svoje prebivalstvo, in je tako zahtevala surovine, da bi predložilo svojo vojno industrijo: vse to je privedlo do blokade obeh držav. Britanska kraljeva mornarica, ki je bila v povprečju boljša, je bila lahko aktivna v večini svetovnih oceanov zaradi britanskega imperija, medtem ko je lahko nemška mornarica delovala omejeno, večinoma v nemških vodah. 
V okviru dogodkov v samem Atlantiku so nemške U-podmornice napadle in potopile skoraj 5000 ladij s skoraj 13 milijonov bruto registrsko tonažo, nemška mornarica pa je sama izgubila 178 podmornic in 5000 pomorščakov. Druge lokacije, kjer so bile opažene nemške U-podmornice, vključujejo Daljni vzhod in morje okrog jugovzhodne Azije in Indijski ocean.

## 1914: Začetna kampanja

### Severno morje: Začetna faza
Avgusta 1914 je deset nemških U-podmornic zapustilo svojo pomorsko bazo v Helgolandu in se odpravilo izvesti napade na vojne ladje britanske kraljeve mornarice v Severnem morju. Njihov cilj je bil, da se potopi glavno ladjo britanske mornarice, da bi s tem zmanjšali številčno premoč mornarice nad nemškim odprtim morjem. Prvi napad ni bil uspešen. Podmornici U-09 se je pokvaril motor, zaradi česar je morala oditi na popravilo v Helgoland. Izveden je bil samo en sam napad, ko je podmornica U-15 izstrela torpedo proti britanski ladji HMS Monarch. Od desetih U-podmornic sta bili izgubljeni dve.  
Kasneje avgusta so U-podmornice dosegle prvi uspeh, ko je podmornica U-21 napadla in potopila britansko križarko HMS Pathfinder. V septembru je podmornica U-9 napadla in potopila tri britanske oklepne križarke, Aboukir, Hogue in Cressy. U-09 je kmalu doživela še en uspeh. Oktobra je U-9 napadla in potopila križarko HMS Hawke in U-27 je potopila britansko podmornico E3. Na zadnji dan v letu 1914 je podmornica U-24 je potopila bojno ladjo Dreadnought. Od začetka kampanje so nemške U-podmornice potopile devet britanskih vojaških ladij, medtem ko so v nemški mornarici izgubili pet podmornic.

### Sredozemlje: Začetna faza
Začetna faza podmorniške kampanje v Sredozemlju obsega dejavnosti U-podmornic avstro-ogrske mornarice proti Francozom, kateri so blokirali ožino Otranto. Na začetku sovražnosti, je imela avstro-ogrska mornarica sedem U-podmornic v uporabi; pet operativnih, dve testirani. Vse so bile obalnega tipa, s omejenega obsega in vzdržljivosti, primerne za delovanje na Jadranskem morju. Avstro-ogrske U-podmornice so dosegle številne uspehe. 21. decembra 1914 je podmornica U-12 napadla in potopila francosko bojno ladjo Jean Bart izven ožine Otranto in 27. aprila 1915 je podmornica U-5 potopila francosko križarko Léon Gambetta, na kateri je umrlo veliko število potnikov. 

### Podmorniško bojevanje
Leta 1914 je bila glavna naloga U-podmornic, da na morski gladini napade vse ladje, vendar ni imela sredstev za podmorsko zaznavanje ladij na gladini če so bile na morskem dnu, in niso imele sredstev za napad, ko bi zmanjkalo torpedov. Njihove slabosti so bile manj očitne, vendar je to postalo jasno med kampanjo. U-podmornice iz tega obdobja so imele omejeno podvodno hitrost in vzdržljivosti, zato je bilo potrebno, da so se postavile v pravilen položaj, preden se je napad začel, pa tudi na površini je bila njihova hitrost (okrog 15 vozlov) nižja od potovalne hitrosti večine vojaških ladij.
U-podmornice so dosegle nekaj poštenih uspehov, in so lahko najele podmornice v svojih bazah v iskanju varnega sidrišča, vendar pa nemška mornarica ni bila tako uspešna kot britanska. Ker so bojne ladje plule z veliko hitrostjo, jih številne U-podmornice niso mogle ujeti ali prehiteti zaradi visoke hitrosti. Skaratka, največja težava, s katero so se U-podmornice soočale med vojno, je bila hitrost plovbe. 

### Prvi napadi na trgovske ladje
Prvi napadi na trgovske ladje so se začeli oktobra 1914. V tistem času ni bilo izdelanih nobenih načrtov za usklajeno ofenzivo U-podmornic proti zavezniški trgovini. Ugotovljeno je bilo, da so imele U-podmornice več slabosti kot pomorska trgovina in takšna kampanja je tvegala odtujevanja nevtralnega mnenja. V prvih šestih mesecih po razglasitvi vojnega območja februarja 1915, so U-podmornice torpedirale in potopile 19 ladij, v skupni vrednosti 43.000 BRT.

## 1915: Napadi na trgovske ladje

### Neomejeno podmorniško vojskovanje
V začetku leta 1915 sta obe strani izgubili upanje, da bi hitro zmagali vojno, in začeli so razmišljati o tem, da bi izvedli dodatne ukrepe za hitrejšo zmago.
Velika Britanija je zaradi svoje ogromne moči in prevlade nad morjem, izvedla pomorsko blokado proti Nemčiji takoj po vstopu v vojno avgusta 1914 in v začetku novembra 1914 so Britanci razglasili Severno morje za vojno območje ter vsem ladjam poslali telegram, da v teh vodah plujejo na lastno odgovornost. Pomorska blokada je privedla do pomanjkanja hrane v Nemčiji. Nemci so to šteli kot očiten poskus, da bi Britanci hoteli iztradati nemško ljudstvo. 
Nemčija se nikakor ni morala primerjati z britansko pomorsko močjo na ravni podlagi, in edini način, ki bi Nemčija Veliki Britaniji izvedla zaporo, so bile U-podmornice. 

Kot odgovor na britansko razglasitev novembra 1914, ki je vso Severno morje razglasilo za vojno območje, je 4. februar 1915 Admiral Hugo von Pohl, poveljnik nemške mornarice na odprtem morju, objavil opozorilo: 
(1) Vode okrog Velike Britanije in Irske, vključno s celotnim Rokavskim prelivom, so razglašeni za vojno območje. Od 18. februarja dalje bomo vsako sovražno ladjo na tem območju napadli. 
(2) Nevtralna plovila bojo prav tako predstavljala veliko tveganje v vojnem območju, zaradi nevarnosti bojevanja na morju in britanske zlorabe zastav iz 31. januarja. Ni mogoče, da se vedno prepreči napade na sovražne ladje, saj bo to škodilo nevtralnim ladjam. 

(3) Severni Shetland, v vzhodnih delih Severnega morja in preko območja vsaj trideset navtičnih milj južneje ob nizozemski obali, ni razglašen za vojno območje. 
V tem času je to pripeljalo različne svetovne države v vojno, zlasti ZDA in Brazilijo.
Nemška sila U-podmornic se je tedaj zadrževala v Ostendeju v Belgiji, kar je omogočilo podmornicam boljši dostop do morskih pasov okoli Anglije. Nemci so uporabo te prednosti izkoristili za pošiljanje prvih U-podmornic na morje. Januarja, preden je bila razglašena izjava o neomejenem podmorniškem bojevanju, so U-podmornice potopile že več ladij s tonažo 43.550 ton. Število napadov se je nato znatno povečalo, zlasti avgusta. Podmornice so ladje napadale brez opozorila in so na dan potopile vsaj 6 ladij. 
10. aprila 1915 je bil britanski parnik Harpalyce deležen napada, ki ga je izvedla podmornica U-3. Ladja je bila na poti v Ameriko, kjer je morala prevzeti hrano za stradajočo Belgijo. Parnik se je napadu uspešno izognil. Prvo manjše ameriško ogorčenje je prišlo 18. marca 1915, ko je v potopu ladje SS Falaba, ki jo je napadla nemška podmornica U-28, umrl ameriški potnik Leon C. Thrasher.

### RMS Lusitania
7. maja 1915 je nemška podmornica U-20, 20 km od svetilnika na polotoku Old Head of Kinsale, torpedirala in potopila britansko potniško in trgovsko ladjo, RMS Lusitania. Podmornica je izstrelila en sam torpedo, ki je ladjo zadel ob ladijskem mostu in zaradi velikega vdora vode se je ladja močno nagnila na desni bok. Lusitania je potonila 18 minut po torpediranju, pri tem pa je umrlo 1.198 ljudi, med njimi tudi 128 Američanov. 
Po potopu je nemška vlada poskušala opravičevati napad z vrsto argumentov; Kljub temu je potop povzročil veliko množično ogorčenje tako v Veliki Britaniji kot tudi v Ameriki, in Britanci so čutili, da bo Amerika napovedala vojno Nemčiji. Vendar pa je ameriški predsednik Woodrow Wilson zavrnil vojno napoved, čeprav so nekateri trdili, da je veliko število smrtnih žrtev v potopu Lusitanie povzročilo zahtevo za trden odziv ZDA. Na koncu se je kasneje izkazalo, da je Lusitania prevažala tudi strelivo; pred sprejetjem pravil v času konflikta.
Ko je Nemčija začela izvajati podmorniško kampanjo proti Veliki Britaniji, je predsednik Wilson opozoril, da bodo bile ZDA prisiljene vstopiti v vojno, če bo nemška vlada popolnoma odgovorna za vse kršitve ameriških pravic. Wilson je njegovo stališče jasno izdal v treh pojasnilih 13. maja, 9. junija in ponovno 21. julija. 
Prvo opozorilo je potrdilo pravico Američanov do potovanja kot potniki na trgovskih ladjah in pozvalo Nemce, da opustijo podmorniška napade proti trgovskim ladjam, ne glede na to, ali ladje plujejo pod britansko zastavo ali zastavo njenih zaveznikov. 
V drugem dopisu je Wilson zavrnil nemške trditve, da je bila britanska blokada nezakonita, in da je bil napad na Lusitanio krut in smrtonosen napad na nedolžne civiliste. Tretji telegram iz 21. julija je izdal ultimat, v smislu, da bi ZDA štele vse naknadne potopitve kot "namerne in neprijazne". Medtem, ko ameriška javnost in vodstvo ni bilo pripravljeno za vojno, je bila pot do morebitne vojne napovedi, navedena kot posledica potopa Lusitanie.

### SS Arabic
19. avgusta 1915 je nemška podmornica U-24 potopila oceansko ladjo SS Arabic, ki je bila na poti v Ameriko, 50 milj (80 km) južno od Kinsalea. Podmornica je izstrelila en sam torpedo, ki je ladjo zadel na krmi, ta pa je nato potonila v 10 minutah, pri čemer je umrlo 44 potnikov in članov posadke, od katerih so bili 3 Američani. Po špekulacijah, da bodo ZDA prekinile odnose z Nemčijo, je nemški kancler 28. avgusta izdal nov ukaz poveljnikom U-podmornic in jih posredoval Washingtonu. Nova odredba je določala, da se do nadaljnjega vse potniške ladje lahko potopi le po opozorilu in reševanju potnikov in posadke. To se je za vrhovno poveljstvo mornarice izkazalo za nesprejemljivo in 18. septembra so bile oceanske ladje, ki so plule na odprtem morju, umaknjene v matična pristanišča. 

### Postavljanje morskih min
Pojav novih minskih polj v morju vzhodno od obale Velike Britanije junija 1915 je zelo zmedlo britansko kraljevo mornarico. Prva hujša nesreča, ki se je zgodila zaradi zadetka v mino, se je zgodila 2. julija, ko je manjša britanska križarka Cottingham po nesreči zadela majhno mino ob rtu Great Yarmouth.
21. avgusta je podmornica U-5 prva postavila morske mine v Rokavskem prelivu, 12 milj od rta Boulogne, istega dne pa je prva žrtev teh min postal britanski parnik William Dawson. Podmornica U-5 je 7. septembra postavila še več vrst morskih min v ožinah Boulogne in Folkestone. Žrtev tega minskega polja je postal britanski parnik Monarch. Dodatno mine so ob jugovzhodni britanski obali postavile še podmornice UC-1, UC-3, UC-6, in UC-7. 
28. oktobra 1916 je nemška podmornica U-73 v kanalu Kea v Egejskem morju postavila dve vrsti po pet morskih min. Eno od teh je manj kot en mesec pozneje, 21. novembra zadela britanska bolniška ladja HMHS Britannic, ki je potonila v manj kot eni uri. S tem je Britannic postal največja ladja, ki je bila izgubljena v prvi svetovni vojni. 

### Operacije v Dardanelah
Nemška mornarica je, kot odgovor na anglo-francosko invazijo na Dardanele, poslala svoje prve U-podmornice na misijo v Sredozemlje. Kasneje se je izkazalo, da njihovi avstro-ogrski zavezniki s svojo majhno mornarici, ki se je kljub temu izkazala za zelo koristno pri obrambi Jadranskega morja, ni morala veliko storiti proti Antanti. Odposlane so bile prve podmornice, U-21, dve obalni ladji, U-7 in U-8 pa sta doživeli visoke uspehe. Podmornica U-21 je 25. in 27. maja na poti v Carigrad potopila dve ladji Kraljeve mornarice HMS Triumph in HMS Majestic, vendar je naletela na resne težave v Dardanelah, kjer so skupina majhnih vojaških čolnov in ogromna protipodmorniška obramba omejevala njihovo plutje pod morsko gladino. 
Do konca junija 1915 so Nemci pri Pulju zbrali 3 U-podmornice tipa I, od katerih naj bi 2 prestopili v avstro-ogrsko mornarico. Podmornice 3 Tip I so bile sestavljene tudi za polaganje podvodnih morskih min, vendar so jih ukazali preurediti v prevozna sredstva za prevoz majhnih količin hrane v Osmansko cesarstvo. 

### Operacije v Sredozemlju
Sredozemlje je bilo privlačno prizorišče za delovanje nemške mornarice; pomemben delež britanskega uvoza je šel skozi Sredozemlje in njegov nadzor je bil bistven za francosko in italijansko pomorsko trgovino. Največja prednost Nemčije je bila ta, da so lahko podmornice učinkovito delovale tudi jeseni in pozimi, ko so slabe atlantske vremenske razmere ovirale delovanje v Severnem morju. Nazadnje je Sredozemlje nudilo prednost, da nevtralne ladje ne bi bile deležne napadov U-podmornic za razliko od ameriških ali brazilskih ladij.
Poleti so Nemci pri Kotru zbrali 4 ladje za protitrgovinske operacije v Sredozemlju. Kampanja se je začela oktobra 1915, ko so začele delovati najete podmornice U-33 in U-39, nato pa je bilo podmornico U-35, ukazano, da naj napade območje Soluna in Kavalle. Ta mesec je bilo potopljenih 18 ladij, kar je skupaj znašalo 63.848 ton. Istega meseca je bilo sklenjeno, da je treba storiti več ukrepov za okrepitev kampanje, podmornica U-38 pa se je takoj odpravila v Kotor. Ker Nemčija takrat še ni bila v vojni z Italijo, so nemške podmornice dobile ukaz, naj se vzdržijo napadov na italijanski ladijski promet v vzhodnem Sredozemlju, kjer so Italijani lahko pričakovali sovražno delovanje le nemških podmornic. Ko so delovale na zahodu, vse do rta Cabo Matapán, so nemške podmornice plule pod avstro-ogrsko zastavo. Potopitev brez opozorila je povzročila, da je bila ta politika sprejeta, saj bi lahko bile velike trgovske ladje napadene zaradi suma, da so sovražni transport ali pomožne križarke. 
Nemška admiraliteta se je tudi odločila, da bi bile podmornice tipa II idealne za služenje v Sredozemlju. Ker so bile prevelike, da bi jih po železnici poslali v Pulj, kot je bilo storjeno s podmornicami tipa I, je bilo odločeno, da se material za njihovo gradnjo pošlje nemškim delavcem. To je povzročilo pomanjkanje delavcev za dokončanje podmornic, ki bi delovale v nemških vodah, a je bilo to zaradi uspehov v Sredozemskem morju novembra, ko je bilo potopljenih 44 ladij s skupno maso 155.882 ton, obravnavano kot potrebna žrtev. Skupno število ladij je decembra padlo na 17 ladij (73.741 ton), kar je bilo več kot polovica celotne tonaže, potopljene v vseh takratnih bojiščih na morju. 
Novembra 1915 je podmornica U-38 povzročila diplomatski incident, ko je potopila italijansko ladjo Ancona v času, ko je podmornica plula pod avstrijsko zastavo; potop je povzročil smrt 40 ameriških državljanov na krovu potopljene ladje, kar je povečalo napetost, poleg tega pa je bil napad izveden brez opozorila, zato je bil ta način bojevanja opuščen do ponovnega začetka neomejenega podmorniškega bojevanja leta 1917. Še ena podmornica z lažno zastavo je marca 1916 povzročila nov incident, ki je Kraljevino Italijo prisilil k temu, da je avgusta 1916 napovedala vojno Nemškemu cesarstvo.

### Protiukrepi antante
Protiukrepi zaveznikov v tem obdobju so imeli mešan uspeh. Obrambni ukrepi, kot je bil oborožitev trgovskih ladij ali svetovanje, da bi ob zaznavi podmornice izvedli napad, da bi prisilili k potopitvi, so bili najučinkovitejši. Od obroženih ladij za samoobrambo so bile ladje oborožene z ognjenim orožjem, da bi se posvetile potapljanju podmornic. V naslednjem koraku so bile ladje oborožene in opremljene z mehanizmi za skrivanje orožja. Različica ideje je bila opremiti majhne čolne s podmorniškim spremstvom. Leta 1915 so oborožene ladje potopile dve podmornici, še dve pa spremljevalne podmornice. 
Drugi ukrepi so bili manj učinkoviti, čeprav so bila vložena prizadevanja za uporabo za iskanje načina za potop podmornic in razstreliva za njihovo uničenje, se je ta ukrep izkazal za večinoma neučinkovitega. Prav tako so bili izvedeni poskusi zapreti ožine, kot je Doverska ožina, z obrambami in minskimi polji, tako imenovani Dover Waterspout, vzpostavitev minskih polj okoli podmorniških baz itd. Ti ukrepi so zahtevali ogromno truda in materiala, zato so bili le malokrat uspešno izvedeni. S temi ukrepi sta bili leta 1915 potopljeni le 2 podmornici. 
Na začetku tega obdobja so Britanci imeli 21 milijonov ton trgovske marine. V šestih mesecih neomejenega podmorniškega vojskovanja so podmornice potopile antane ladje s tonažo ¾ milijona ton, kar skoraj ni povzročilo utrpljenja v britanski pomorski trgovini, ki je skupaj z gradnjo novih ladij in zasegom drugih, več kot nadomestila ta izgubljena plovila. Ta neuspeh in različne omejitve, ki so bile dane podmornicam v atlantskih vodah, so privedle do neuspeha te kampanje, čeprav se je še naprej kazala velika učinkovitost v Sredozemlju in drugod, kjer je bilo manjše tveganje, da bi napadli nevtralna plovila.

### Globinski naboji
Protipodmorniške ladje so v prvi fazi imele le dve globinski bombi, ki sta bili izstreljeni z zadnjega dela na krmi ladje. Prvi uspeh tega je bila potopitev podmornice U-68 v Kerryju na Irskem 22. marca 1916 z strani ladje Farnborough. Nemčija je za obstoj globinskih bomb izvedela po neuspešnih napadih podmornic U-67 in U-69 aprila 1916. Podmornici U-29 in U-19 sta bili edini podmornici, potopljeni z globinskimi bombami leta 1916. 

## Boji nemške mornarice na odprtem morju: Boji v Sredozemlju, Ameriki in Arktiki (1916)

### Boji na odprtem morju
Leta 1916 je nemška mornarica iskala nov način uporabe U-podmornic, da bi zmanjšala številčno premoč britanske kraljeve mornarice; Izvedene so bile operacije, da bi zvabili britansko mornarico v podmorniško past. Ker so bile podmornice veliko počasnejše od ladij, so te operacije zahtevale vrsto podmornic, ki bi lahko dohitele ladje.
Več teh operacij je bilo izvedenih marca in aprila 1916, a brez uspeha. Ironično je, da so bile v največjem pomorskem spopadu v vojni vključene le ladje, ki so plule nad morsko gladino. Maja 1916 je bila udeležba podmornic skoraj na 0: bile so zbrane za reorganizacijo in so sodelovale le v manjših spopadih. Nova serija operacij avgusta in oktobra 1916 je bila enako neuspešna in strategija je bila opuščena v korist ponovne vojne proti trgovini. 
Britanci so se zavedali nevarnosti pasti nemških U-podmornice za kraljevo mornarico, čeprav niso mogli vedeti, kje bi lahko na te pasti naleteli. Vendar je John Jellicoe izvedel taktični odgovor na problem (ki v tem primeru ni bil nikoli preizkušen). Če bi se soočil z odhajajočo nemško mornarico, bi prevzel podmorniško past in bi z veliko hitrostjo odhitel na eno stran, da bi s tem povzročil, da bi podmornice priplule na površje in napadle, nakar bi bile potem same napadene, saj se ne bi mogle braniti.

### Sredozemsko morje
Leta 1916 se je nadaljevala vojna proti pomorski trgovini v Sredozemlju. Zavezniški protiukrepi so bili večinoma neučinkoviti, zapleteni dogovori o sodelovanju med mornaricami so povzročili različne nesporazume in slabo usklajenost med zavezniki, medtem ko so bili najboljši protiukrepi proti podmorniški grožnji večinoma neučinkoviti. 
V celotnem obdobju sta bili ujeti le dve podmornici; medtem so trgovci utrpeli ogromne izgube ladij. Leta 1916 je antanta izgubila 415 ladij, kar je polovica vseh zavezniških ladij, potopljenih v vseh bojiščih med celotno vojno. 

### Ameriške vode
Leta 1916 so Nemci dokončali dve podmorniški trgovski ladji. Cilj je bil z njimi prevažati visoke vrednosti blaga v nevtralne države, kot so ZDA, ki so še vedno ohranjale strogo nevtralnost in so bile pripravljene trgovati z Nemčijo kot s katero koli drugo državo. Prva od teh ladij, Deutschland, je odplula v Ameriko poleti 1916 in je ugodno vplivala na javno mnenje v Združenih državah Amerike, ta ladja pa je jeseni istega leta z velikim uspehom opravila drugo plovbo. Njena sestrska ladja Bremen je imela manj sreče, saj se je ponesrečila na njenem prvem potovanju, vzrok nesreče pa ni bil nikoli razkrit. 
Manj ugoden vtis je povzročila podmornica U-53, ki ji je poveljeval Hans Rose. Po oskrbi z gorivom v Newportu na Rhode Islandu je podmornica napadla zavezniške ladje ob obali Kanade in ZDA. Čeprav je bilo to storjeno v mednarodnih vodah in je poveljnik Rose dosledno upošteval mednarodno pravo, je bilo dejanje obravnavano kot izivanje proti ZDA, še posebej, ko so bile ameriške vojne ladje prisiljene ostati v svojih matičnih pristaniščih, medtem ko so bile trgovske ladje potopljene nedaleč stran od obale.

### Arktične vode
Jeseni 1916 so nemške U-podmornice na odprtem morju napadle ladje, ki so bile na poti v Rusko cesarstvo. Pet podmornic je bilo aktivnih v Barentsovem morju med Severnim rtom in Kolo. Poleg tega sta dve ladji razreda U-1 postavili polja morskih min v Belem morju. Te podmornice so uspele potopiti 34 ladij (od tega 19 iz Norveške).

### Črno morje
Maja 1915 so podmornice začele delovati v Črnem morju. Bolgarija se je kampanji pridružila maja 1916. V treh letih delovanja so bile v Črnem morju potopljene ladje v skupni vrednosti 117.093 brutoregisterskih ton.
UB-45 je bila izgubljena novembra 1916, UB-46 pa decembra. Obe so potopile ruske mine. Poleg tega naj bi podmornico UB-7 oktobra potopila ruska letala.
Septembra in oktobra 1916 sta podmornici UB-42 in UB-14 prejeli nalogo, da stražita ob ruski in romunski obali, od Constanțe do Sevastopola. 30. septembra 1916 je blizu pristanišča Sulina UB-42 izstrelila torpedo proti romunskemu torpednemu čolnu Smeul, vendar ga je zgrešila. Romunska vojaška ladja je izvedla protinapad, pri čemer je podmornici poškodovala periskop in obrambni stolp ter jo prisilila v umik. Novembra je bila nemška podmornica UC-15 poslana na misijo, v kateri je morala pred Sulino položiti več min, a se ni nikoli vrnila, saj so jo potopile lastne mine. To je verjetno povzročilo srečanje s Smeulom, katerega kapitan je novembra 1916 presenetil nemško podmornico v bližini Suline, slednja pa se menda nikoli ni vrnila v svojo bazo v Varni v Bolgariji. To bi lahko bila le UC-15, kateri motor se je najverjetneje pokvaril, potem ko se je morala potopiti v plitvo vodo, ko je naletela na romunsko bojno plovilo.

## Nadaljevanje neomejenega podmorniškega vojskovanja (1917)
22. decembra 1916 je nemški admiral Reinhard Scheer predlagal ponovno izvesti napade in blokado Združenega kraljestva Velike Britanije in Irske s potopitvijo čim več ladij na mesec: Ta predlog je podprl na podlagi študije Richarda Fussa februarja 1916, ki je domneval, da bi se, če bi britanska mornarica izgubila toliko plovil, da Združeno kraljestvo ne bi moglo nadomestiti potopljenih ladij, se Angleži predali v šestih mesecih, veliko pred prihodom Američanov v vojno. Scheer je bil tako prepričan v to novo strategijo, da je Kaiserju dejal:  
Vašemu Veličanstvu dajem besedo kot častnik, da noben Američan ne bo prispel na to celino. 
9. januarja 1917 se je Kaiser srečal z nemškim kanclerjem Bethmannom Hollwegom in vojaškimi voditelji v Schloss Plessu, da bi razpravljali o ukrepih za rešitev vse bolj mračnih razmer Nemškega cesarstva v vojni. Njihova vojaška kampanja v Franciji se je ustavila in ker so zavezniške divizije premagale Nemce, je obstajala resnična možnost za uspešno zavezniško ofenzivo. Medtem je bila nemška mornarica na postanku v svojem pristanišču Kiel, britanska blokada, ki je povzročila pomanjkanje hrane, pa je povzročala naraščanje smrti zaradi podhranjenosti. Vojaško osebje je Kaiserja pozvalo, naj floti podmornic ponudi možnost svobodne plovbe v Združeno kraljestvo, Hindenburg pa je Kaiserju dejal, da je treba vojno na kakršen koli način končati čim prej. Kaiser Vilijem II je 1. februarja 1917 podpisal pooblastilo za nadaljevanje neomejenega podmorniškega vojskovanja proti Združenemu kraljestvu Velike Britanije in Irske. Kancler Hollweg, ki je nasprotoval tej odločitvi, je dejal:
Z Nemčijo je konec. 
Nemčija je 1. februarja 1917 za napad pripravila 105 U-podmornic; 46 jih je bilo najetih za izvajanje napadov na odprtem morju, 23 jih je bilo najetih za operacijo v Flandriji, 23 v Sredozemlju, 10 v Baltskem morju in 3 v Carigradu. Poleg tega je imela nemška industrija še vedno zmogljivost za dobavo še dodatnih 120 podmornic, ki bi nadomestile potopljene. Kampanja je imela na začetku izjemen uspeh: V samo dveh mesecih je Nemčija izgubila le 9 podmornic. 
1. februarja 1917 so Nemci poslali telegram Mehiki v kateri so jo prosili za zavezništvo in ji v zameno za vstop v vojno in zmago ponudili ozemlja ZDA. Telegram so prestregli britanski vohuni in ga nemudoma posredovali ameriškemu kongresu. To je zelo razjezilo ameriškega predsednika Wilsona in več drugih Američanov, zaradi česar je Wilson 4. februarja podpisal prekinitev diplomatskih odnosov z Nemčijo, 6. aprila 1917 pa so ZDA Nemčiji napovedale vojno. 

### Odziv Antante
Nova politika neomejenega podmorniškega vojskovanja je bila sprva uspešna. Januarja 1917, preden je začela s to novo strategijo, je Združeno kraljestvo izgubilo 49 ladij; februarja, ko se je začela neomejena bitka na morju, je številka izgubljenih ladij narasla na 105, marca pa na kar 147. To je pomenilo, da je bila potopljena vsaka četrta ladja, ki je bila namenjena na Britansko otočje.
Britanska admiraliteta se ni mogla učinkovito odzvati na nemško ofenzivo. Kljub uspehu in varnosti, ki so ju konvoji pokazali na začetku vojne, je Admiraliteta zavrnila namestitev tega sistema, saj je menila, da upočasnjuje ladje in ne zagotavlja dodatne varnosti. Ta ukrep so kapitani, poveljniki in mornarji zavračali in celo ignorirali, dokler ni 27. aprila 1917 admiraliteta odobrila sistem konvoja; prvi konvoj je odšel v Gibraltar 10. maja.
Konec aprila 1917 je v London prispel ameriški admiral William Sims. Bil je zgrožen, ko so ga Britanci obvestili, da bo Nemško cesarstvo zmagalo v vojni, če bodo podmornice še naprej delovale na ta način.
Še ena izmed držav, ki je najbolj trpela zaradi nadležnih nemških podmornic, je bila Brazilija; veliko njihovih trgovskih ladij, ki so bile namenjene v Veliko Britanijo, je bilo potopljenih. Zaradi tega ukrepa so brazilske ladje le vstopile na območja, kjer so se skrivale podmornice, zaradi česar so bile številne potopljene. Zaradi tega in drugih razlogov je tudi Brazilija napovedala vojno vsem članicam centralnih sil.

### Prve pomorske akcije Združenih držav Amerike
15. oktobra 1917 je bil ameriški rušilec močno poškodovan po torpednem napadu s strani nemške podmornice, vendar pa je podmornica še naprej ogrožala ladjo, dokler je rušilec ni pregnal z ognjenim napadom. 

## Zadnje leto (1918)
V zadnjih treh mesecih leta 1917 je bilo izgubljenih 61 podmornic, skoraj polovica podmornic v nemški mornarici. 
Podmornice med prvo svetovno vojno niso bile uspešne pri razvoju strategije proti konvoju; poskusili so izvesti skupinsko operacijo, vendar je maja 1918 skupina šestih podmornic naletela na konvoj in čeprav je podmornicam uspelo potopiti tri ladje, je skupina izgubila kar dve podmornici. Nato se je izkazalo, da podmornice niso uspele izvajati učinkovitega nadzora nad morskimi potmi, ampak so se njihove izgube iz meseca v mesec le še povečevale.
Ob koncu vojne se je nemško vrhovno poveljstvo odločilo, da bo v podmorniški boj proti ameriški obali popeljalo velike podmornice tipa U-151 v nemških bazah, ki so imele opremljeni 2 torpedni cevi, opremljeni z 18 torpedi in dvema topovoma na palubi. Do leta 1916 jih je bilo zgrajenih sedem, prvotno kot velike trgovske podmornice za pošiljanje materiala v in iz različnih krajev Nemčije, šest pa jih je bilo leta 1917 preurejenih za podmorniško bojevanje. S tem so postale največje podmornice v prvi svetovni vojni.

### Ameriška kampanja
14. aprila 1918 je podmornica U-151 izplula iz pristanišča Kiel pod poveljstvom Heinricha von Nostitza. Njihova naloga je bila napasti ameriške ladje; 21. maja je dosegla zaliv Chesapeake, kjer je položila mino ob rtu Delaware. 25. maja je podmornica potopila 3 ladje in 2. junija 1918, na datum, ki ga nekateri zgodovinarji poznajo kot črna nedelja, je podmornica U-151 potopila šest ladij in poškodovala dve drugi. V vseh teh napadih je umrlo skupno 13 ljudi. 20. julija je po 94-dnevni plovbi in potopitvi 23 ladij, poleg polaganja nekaterih min, podmornica odplula nazaj proti Kielu potem, ko je preplula pot, s skupno dolžino 17.566 km.
Spodbujeni z uspehi podmornic U-151, U-156 in U-117 in nekaterih drugih podmornic, kot npr. U-140, so bile poslane na podobne misije, vendar so bile takrat ZDA že pripravljene na to operacijo. To se je zgodilo, ko je blizu ameriške obale potonila podmornica U-156, potem ko je zadela ameriško mino. Čeprav je učinkovitost teh misij upadala, so ob koncu vojne Severni Atlantik prečkale še 3 nemške U-podmornice.

### Končni protiukrepi
Leta 1918 so končno začeli veljati zavezniški ukrepi proti podmornicam.
Letala so začela igrati vse bolj učinkovito vlogo pri nadzoru velikih območij. Medtem, ko so imeli ob napadu le malo učinka (samo ena podmornica je bila napadena z strani letal), je prisotnost letal prisilila podmornice, da so se potopile čim globlje pod morsko gladino. Leta 1918 ni bilo izvedenih nobenih konvojev, ki bi jih spremljale zračne patrulje; samo ena ladja je bila izgubljena, podmornice pa so bile vse bolj prisiljene delovati ponoči, ko je bilo aktivnih veliko manj letal. Leta 1918 je ameriška mornarica izedelala načrt za gradnjo ovir čez poti iz Severnega morja. Več kot 70.000 min je bilo načrtovanih za postavitev poleti 1918. Od septembra do novembra 1918 je bilo s tem ukrepom potopljenih kar šest podmornic.
RN je razvila tudi podmornico razreda R, zasnovano kot lovsko plovilo z visoko podvodno hitrostjo in zelo izpopolnjenim hidrofonskim sistemom. Ti so prispeli prepozno, da bi šli v akcijo. Do konca leta 1918 je Nemčija izgubila kar 69 podmornic, zaradi česar je bilo to njeno najslabše leto v prvi svetovni vojni.

### Ameriško aktivnost v Sredozemskem morju
Med prvo svetovno vojno je mornarica Združenih držav Amerike delovala v Atlantiku in Sredozemlju z glavnim ciljem boja proti nemškim podmornicam in spremstvu konvojev. Veliko spopadov se je zgodilo v Sredozemlju, čeprav se je zgodil le en pomemben dogodek. Ameriška pomožna križarka je med akcijo 4. aprila 1918 močno poškodovala nemško podmornico. Posledično so Nemci odpluli neposredno v Španijo, da bi potopili ameriško križarko. Ameriški lovci na podmornice so med vojno sodelovali tudi v boju proti avstro-ogrskim pomorskim silam. Čeprav se je ameriška vpletenost v Sredozemlju prvotno borila skoraj izključno proti podmornicam, so bile izvedene tudi bitke med bojnimi ladjami ali skupinami rušilcev.

## Sodelovanje Japonske
Od aprila 1917 je Japonska, zaveznica Združenega kraljestva, v Sredozemlje poslala skupno 14 rušilcev. Ladje japonske mornarice so bile zasidrane na Malti, kjer so imele pomembno vlogo pri spremljanju konvojev, da bi jih zaščitili pred sovražnimi podmornicami. Japonske ladje so bile zelo učinkovite pri patruljiranju in protipodmorniški dejavnosti. V tem času je bilo potopljenih 9 podmornic avstro-ogrske mornarice, 5 pa so jih potopile enote italijanske mornarice, eno francoskih enot in eno enot Kraljeve mornarice, medtem, ko Japonska mornarica ni potopila nobene sovražne podmornice, je pa izgubila rušilca Sakaki, ki ga je torpedirala podmornica U-27. 

## Pomoč Brazilije
21. decembra 1917 je britanska vlada zahtevala, da se v boj pridruži brazilska pomorska sila. Britanska vlada je tudi zahtevala, da bo pod nadzorom britanske kraljeve mornarice; Brazilija je poslala skupino, ki so jo sestavljali križarki Rio Grande do Sul in Bahía, rušilci Paraíba, Río Grande do Norte, Piauí in Santa Catarina, ladja Belmonte in globokomorski vlačilec Laurindo Pitta; te ladje so tvorile tako imenovano pomorsko vojno operativno divizijo. DNOG je izplula 31. julija 1918 iz pristanišča Fernando de Noronha v Sierro Leone in je prispela v Freetown 9. avgusta, v Dakar pa 23. avgusta. V noči na 25. avgust je divizija sporočila, da jo je napadla podmornica, ko je pomožna križarka Belmonte zagledala na morski gladini dolgo črto pene, kar bi lahko simboliziralo torpedo. Kot so poročali, je šlo za nemško podmornico, ki je bila na majhni globini in je napadla, nato pa jo je kot odizv napadel rušilec Rio Grande do Norte in jo potopil, čeprav ta potopitev nikoli ni bila potrjena. 
DNOG je bila aktivna na Zelenortskih otokih, dokler se 3. novembra ni ponovno odpravila proti Gibraltarju, kamor je prispela 10. novembra 1918; Prispela je celotna skupina razen rušilcev Rio Grande do Sul, Norte in Belmonte.

## Končni rezultat
Do leta 1918 so izgube U-podmornic dosegle nesprejemljiv raven in morala njihovih posadk se je drastično poslabšala. Jeseni je postalo jasno, da centralne sile ne bodo zmagale v vojni.
Zavezniki so vztrajali, da je bistveni predpogoj za premirje, da Nemčija preda vse svoje podmornice. 24. oktobra 1918 je bilo vsem nemškim podmornicam ukazano, naj prenehajo z delovanjem in se vrnejo v svoja matična pristanišča. Zavezniki so določili, da se predajo vse podmornice, sposobne za plovbo. Zadnja pomembna vloga, ki so jo imele podmornice v prvi svetovni vojni, je bila pri začetnem dvigu in kasnejšem zatiranju nemškega pomorskega upora konec oktobra 1918, ko je bilo razglašeno, da bo vsaka nemška ladja ali podmornica, ki pluje pod rdečo zastavo, deležna streljana. Po koncu vojne 11. novembra so se podmorniške sovražnosti na morju uradno in dokončno končale.
Po vojni je Nemčija leta 1919 v skladu z Versajsko mirovno pogodbo v svoji mornarici izgubila vse U-podmornice.   